# Championnat de Belgique de football de deuxième division 1971-1972
Navigation
saison précédente saison suivante
Le Championnat de Belgique de football de Division 2 1971-1972 est la 55e édition du championnat de deuxième niveau national en Belgique. Il oppose 16 équipes, qui s'affrontent deux fois chacune en matches aller-retour. Au terme de la saison, le champion et son dauphin sont promus en Division 1, alors que les deux derniers classés sont relégués en Division 3.
La lutte pour le titre est rapidement limitée à trois clubs : Berchem Sport, Beringen et le Sporting Charleroi. En fin de saison, les anversois prennent l'avantage et sont sacrés champions. Le club limbourgeois termine à deux points et décroche la deuxième place, également synonyme de montée parmi l'élite, avec un point d'avance sur les carolos, qui loupent donc de peu la remontée directe au plus haut niveau. Quant au Daring, il termine quatrième, à plusieurs points des deux montants, après avoir fait quelque peu illusion durant une partie de la saison.
Dans le bas du classement, le RCS Verviétois est très vite distancé et mathématiquement condamné à la relégation à plusieurs journées de la fin. Avec seulement trois victoires et dix points obtenus, le club verviétois est clairement plus faible que la concurrence. Le « matricule 8 » quitte le 2e niveau et n'y revient pas durant plus de quarante ans.
La lutte pour éviter l'autre place de descendant concerne une demi-douzaine d'équipes et le suspense dure jusqu'au terme de la saison. Finalement, c'est le Waterschei THOR qui accompagne Verviers à l'étage inférieur, le club échouant à un point de Tilleur et à deux points d'un duo composé du KRC Malines et de Boom.

## Clubs participants
Les matricules en gras indiquent les clubs qui existent toujours aujourd'hui, les autres ont disparu.
| #  | Nom                                       | Mat. | Ville                | Stades                   | En D2 depuis (série) | Total en D2 | Saison précéd.    |
| -- | ----------------------------------------- | ---- | -------------------- | ------------------------ | -------------------- | ----------- | ----------------- |
| 1  | Koninklijke Athletische Associatie Gent   | 7    | Gand                 | Jules Otten              | 1971-1972 (1re)      | 13e         | Division 1 : 16e  |
| 2  | Royal Charleroi Sporting Club             | 22   | Charleroi            | Mambourg                 | 1971-1972 (1re)      | 21e         | Division 1 : 15e  |
| 3  | R. Daring Club de Molenbeek               | 2    | Molenbeek-Saint-Jean | Oscar Bossaert           | 1969-1970 (3e)       | 13e         | 10e               |
| 4  | Royal Cercle Sportif Verviétois           | 8    | Verviers             | de Bielmont              | 1961-1962 (11e)      | 32e         | 13e               |
| 5  | Royal Tilleur Football Club               | 21   | Tilleur              | de Buraufosse            | 1967-1968 (5e)       | 34e         | 11e               |
| 6  | Koninklijke Racing Club Mechelen          | 24   | Malines              | O. Van Kesbeeck          | 1969-1970 (3e)       | 23e         | 3e                |
| 7  | Koninklijke Berchem Sport                 | 28   | Berchem              | Het Rooi                 | 1966-1967 (6e)       | 18e         | 8e                |
| 8  | Royale Association Athlétique Louviéroise | 93   | La Louvière          | Stade du Tivoli          | 1970-1971 (2e)       | 2e          | 5e                |
| 9  | Koninklijke Football Club Turnhout        | 148  | Turnhout             | Villapark                | 1968-1969 (4e)       | 31e         | 9e                |
| 10 | Koninklijke Sint-Niklaasse Sportkring     | 221  | Saint-Nicolas        | Puyenbeke                | 1964-1965 (8e)       | 25e         | 6e                |
| 11 | Royal Olympic Club de Charleroi           | 246  | Charleroi            | de La Neuville           | 1968-1969 (4e)       | 10e         | 14e               |
| 12 | Koninklijke Beeringen Football Club       | 522  | Beringen             | Mijn                     | 1970-1971 (2e)       | 13e         | 4e                |
| 13 | Kon. Waterschei Sportvereniging THOR Genk | 553  | Genk                 | Stade André Dumont       | 1964-1965 (8e)       | 21e         | 7e                |
| 14 | Allgemeine Sportvereinigung Eupen         | 4276 | Eupen                | Stade du Kehrweg         | 1970-1971 (2e)       | 2e          | 12e               |
| 15 | Koninklijke Sportklub Tongeren            | 54   | Tongres              | Stedelijke               | 1971-1972 (1re)      | 13e         | Division 3A : 1er |
| 16 | Koninklijke Boom Football Club            | 58   | Boom                 | du Parc communal de Boom | 1971-1972 (1re)      | 27e         | Division 3B : 1er |

### Localisation des clubs
| \| AA Gent St-Nicolas Boom Berchem Sp. Turnhout RC Mechelen Daring Beringen Waterschei Tongres Tilleur Verviers Eupen Olympic Sp. Charleroi La Louvière \| Localisation des clubs engagés en Division 2 1971-1972 |
| AA Gent St-Nicolas Boom Berchem Sp. Turnhout RC Mechelen Daring Beringen Waterschei Tongres Tilleur Verviers Eupen Olympic Sp. Charleroi La Louvière                                                              |

## Classements & Résultats
Légende
- Champion de Belgique de Division 2 1972 et promu en Division 1 la saison suivante
- Club promu en Division 1 la saison suivante
- Club relégué en Division 3 pour la saison suivante

Abréviations
 : club promu de Division 3 depuis la saison précédente

 : club relégué de Division 1 depuis la saison précédente

### Classement final
| Rang | Équipe                       | Pts | J  | G  | N  | P  | Bp | Bc | Diff |
| ---- | ---------------------------- | --- | -- | -- | -- | -- | -- | -- | ---- |
| 1    | K. BERCHEM SPORT             | 43  | 30 | 17 | 9  | 4  | 48 | 16 | +32  |
| 2    | K. Beringen FC               | 41  | 30 | 17 | 7  | 6  | 36 | 21 | +15  |
| 3    | R. Charleroi SC              | 40  | 30 | 17 | 6  | 7  | 55 | 33 | +22  |
| 4    | Daring Club de Molenbeek     | 36  | 30 | 15 | 6  | 9  | 30 | 26 | +4   |
| 5    | R. Olympic Club de Charleroi | 36  | 30 | 14 | 8  | 8  | 36 | 25 | +11  |
| 6    | R. AA Louviéroise            | 31  | 30 | 12 | 7  | 11 | 44 | 38 | +6   |
| 7    | K. FC Turnhout               | 30  | 30 | 10 | 10 | 10 | 31 | 25 | +6   |
| 8    | ARA La Gantoise              | 29  | 30 | 10 | 9  | 11 | 38 | 36 | +2   |
| 9    | K. SK Tongeren               | 28  | 30 | 9  | 10 | 11 | 27 | 30 | -3   |
| 10   | AS Eupen                     | 28  | 30 | 9  | 10 | 11 | 26 | 33 | -7   |
| 11   | K. Sint-Niklaasse SK         | 27  | 30 | 9  | 9  | 12 | 26 | 34 | -8   |
| 12   | K. Boom FC                   | 26  | 30 | 10 | 6  | 14 | 29 | 35 | -6   |
| 13   | K. RC Mechelen               | 26  | 30 | 9  | 8  | 13 | 32 | 33 | -1   |
| 14   | R. Tilleur FC                | 25  | 30 | 8  | 9  | 13 | 24 | 46 | -22  |
| 15   | K. Waterschei SV THOR Genk   | 24  | 30 | 7  | 10 | 13 | 23 | 30 | -7   |
| 16   | R. CS Verviétois             | 10  | 30 | 3  | 4  | 23 | 21 | 65 | -44  |

### Résultats des rencontres
Avec seize clubs engagés, 240 matches sont au programme de la saison.
| Résultats (▼dom., ►ext.)                                   | AAG | BSP | BER | BOO | CHA | DAR | EUP | LOU | OLY | RCM | NIK | TIL | TON | TUR | VER | WAT |
| K. AA Gent                                                 |     | 1-1 | 0-1 | 2-1 | 1-1 | 0-1 | 1-2 | 2-1 | 1-1 | 5-0 | 3-0 | 1-1 | 1-2 | 1-0 | 2-1 | 2-1 |
| K. Berchem Sport                                           | 0-0 |     | 2-0 | 3-1 | 2-0 | 2-0 | 0-0 | 2-0 | 0-1 | 2-2 | 1-0 | 5-0 | 1-0 | 3-0 | 4-0 | 2-1 |
| K. Beringen FC                                             | 1-0 | 0-3 |     | 0-0 | 3-1 | 2-0 | 1-0 | 0-0 | 1-0 | 2-0 | 1-2 | 2-0 | 0-0 | 3-1 | 0-0 | 1-0 |
| K. Boom FC                                                 | 1-0 | 0-1 | 0-1 |     | 0-1 | 0-1 | 1-0 | 2-1 | 1-2 | 2-3 | 1-1 | 1-1 | 2-0 | 1-0 | 3-2 | 2-1 |
| R. Charleroi SC                                            | 3-1 | 3-0 | 3-1 | 4-0 |     | 2-0 | 3-1 | 3-2 | 0-2 | 2-1 | 2-1 | 1-1 | 4-1 | 1-1 | 5-1 | 1-1 |
| K. Daring Cl. Molenbeek                                    | 1-3 | 1-0 | 2-1 | 1-0 | 2-0 |     | 1-1 | 0-0 | 0-1 | 2-0 | 0-2 | 0-0 | 2-1 | 1-0 | 1-1 | 1-0 |
| AS Eupen                                                   | 1-1 | 0-0 | 1-2 | 0-0 | 0-2 | 0-1 |     | 1-1 | 2-0 | 1-0 | 2-4 | 0-0 | 1-1 | 2-1 | 1-0 | 4-3 |
| R. AA Louvièroise                                          | 3-2 | 0-0 | 0-1 | 2-1 | 2-1 | 2-2 | 2-3 |     | 2-0 | 3-2 | 0-0 | 5-0 | 1-0 | 0-2 | 3-0 | 3-0 |
| R. OLlympic CC                                             | 2-2 | 2-1 | 1-1 | 1-0 | 1-1 | 2-1 | 3-0 | 3-0 |     | 2-0 | 2-2 | 4-0 | 2-1 | 1-1 | 0-0 | 1-0 |
| K. RC Mechelen                                             | 4-0 | 0-0 | 1-1 | 0-1 | 2-1 | 3-0 | 0-1 | 3-1 | 0-1 |     | 1-1 | 3-1 | 0-0 | 0-0 | 2-1 | 0-0 |
| K. St-Niklaasse SK                                         | 0-1 | 0-1 | 0-2 | 1-0 | 0-2 | 0-1 | 1-0 | 1-1 | 1-0 | 0-4 |     | 2-0 | 1-1 | 0-0 | 2-0 | 0-1 |
| R. Tilleur FC                                              | 3-1 | 0-5 | 1-4 | 2-1 | 0-2 | 0-2 | 2-0 | 1-0 | 2-0 | 0-0 | 3-0 |     | 1-1 | 0-1 | 1-0 | 3-0 |
| K. SK Tongeren                                             | 2-1 | 1-1 | 1-0 | 2-2 | 0-2 | 1-0 | 0-0 | 1-2 | 2-0 | 0-1 | 2-1 | 0-0 |     | 0-1 | 3-0 | 1-0 |
| K. FC Turnhout                                             | 1-1 | 1-2 | 1-1 | 1-1 | 5-1 | 0-2 | 1-0 | 0-1 | 1-1 | 1-0 | 1-2 | 0-0 | 1-0 |     | 4-0 | 0-0 |
| R. CS Verviétois                                           | 0-2 | 1-3 | 1-2 | 1-3 | 0-2 | 1-3 | 0-1 | 3-6 | 1-0 | 1-0 | 1-1 | 4-1 | 1-2 | 0-3 |     | 0-1 |
| K. Waterschei SV THOR                                      | 0-0 | 1-1 | 0-1 | 0-1 | 1-1 | 1-1 | 1-1 | 2-0 | 1-0 | 1-0 | 0-0 | 1-0 | 1-1 | 0-2 | 4-0 |     |
| - Victoire à domicile - Match nul - Victoire à l'extérieur |     |     |     |     |     |     |     |     |     |     |     |     |     |     |     |     |

### Meilleur buteur
- Charly Jacobs (R. AA Louviéroise), 20 buts

## Récapitulatif de la saison
- Champion : K. Berchem Sport (4e titre de Division 2)
  - Vice-champion et promu : K. Beringen FC
- Xe titre de champion de Division 2 pour la Province de Limbourg

| Région flamande (0)             | Région flamande (0) | Province de Brabant (0)      | Province de Brabant (0) | Région wallonne (0)    | Région wallonne (0) |
| ------------------------------- | ------------------- | ---------------------------- | ----------------------- | ---------------------- | ------------------- |
| Province d'Anvers               | 0                   | Région de Bruxelles-Capitale | 0                       | Province de Hainaut    | 0                   |
| Province de Flandre-Occidentale | 0                   | Province du Brabant flamand  | 0                       | Province de Liège      | 0                   |
| Province de Flandre-Orientale   | 0                   | Province du Brabant wallon   | 0                       | Province de Luxembourg | 0                   |
| Province de Limbourg            | 0                   |                              |                         | Province de Namur      | 0                   |

1. ↑  Au niveau footballistique, la province de Brabant est toujours unitaire malgré sa partition territoriale en 1995.

### Bilan de la saison
| Championnat de Belgique de football de deuxième division 1971-1972 |                             |
| Champion                                                           | K. Berchem Sport (4e titre) |
| Dauphin                                                            | K. Beringen FC              |
| Promotions et relégations                                          |                             |
| Promus en Division 2                                               | K. SC Lokeren               |
| Promus en Division 2                                               | K. FC Winterslag            |
| Relégués en Division 3                                             | Waterschei THOR             |
| Relégués en Division 3                                             | R. CS Verviétois            |

## Changement d'appellation
Peu après la fin de cette saison, le R. Olympic Club de Charleroi (matricule 246) change son appellation officielle et devient le Royal Olympic de Montignies.